# Kämpfelbach
Kämpfelbach è un comune tedesco di 6 154 abitanti, situato nel land del Baden-Württemberg.